# هيثم عبد الرزاق
هيثم عبد الرزاق (1953-)، ممثل ومخرج عراقي

## مشواره المهني
بدأ مشواره وهو لا يزال طالباً في كلّية الفنون الجميلة، اشترك في العام 1974 مع الأستاذ سامي عبد الحميد في مسرحية (كلكامش) التي جسد فيها شخصية (انتونابشتم).
تخرج عام 1977 وأكمل بعدها دراسته في الماجستير والدكتوراه، له مجموعة كبيرة من الأعمال النحتية ولوحات الرسم، عام 1986 بدأ دراسة التمثيل إلى معهد الفنون الجميلة، قدم عدداً من الأعمال المهمة في المسرح العراقي والتلفزيون العراقي عام 1988، أسّس ورشة للتمرين، وقدّم ممثلين ومخرجين للمسرح والتلفزيون العراقيصاحب مشروع فكري مسرحي بعنوان «ورشة فضاء التمرين المستمر» مع مجموعة من الفنانين أبرزهم، إقبال نعيم وميمون الخالدي وسنان العزاوي بدايته في التلفزيون مع المخرج حسين التكريتي وتمثيلية القلب في مكان آخر.. وبعدها مناوي باشا بجزئيه وآخرها في مسلسل (بيت البنات) لقحطان زغير

## أعماله

### في التلفزيون
| سنة الإنتاج | اسم المسلسل         | الشخصية      |
| ----------- | ------------------- | ------------ |
|             | المها               |              |
| 1991        | القلب في مكان آخر   |              |
| 1995        | الأشرعة             |              |
| 1996        | السفير ناظم الغزالي |              |
| 1997        | حدث في الهاوية      | نبيل         |
| 1998        | أبو جعفر المنصور    |              |
| 2000        | مناوي باشا ج1       |              |
| 2001        | مناوي باشا ج2       |              |
| 2001        | القضية 238          | المهندس كمال |
| 2007        | المصير القادم       |              |
| 2008        | بيت البنات          |              |
| 2010        | غزالة               |              |
| 2011        | الهروب المستحيل     |              |
| 2012        | طريق نعيمة          |              |
| 2021        | تسجيل خروج          |              |
| 2023        | الكهف               |              |
| 2024        | العائلة إكس         |              |

### في المسرح
| سنة الإنتاج | المسرحية             | الشخصية   |
| ----------- | -------------------- | --------- |
| 1974        | كلكامش               | أنتوباشتم |
| 1988        | حكاية صديقين         |           |
| 1996        | مئة عام من المحبة    | الأسير    |
| 1997        | في أعالي الحب        |           |
| 1999        | سيدرا                | هام       |
| 2000        | هيروسترات            |           |
| 2004        | أعتذر أستاذي لم أقصد |           |
| 2022        | خلاف                 |           |
|             | موت المكان           |           |
|             | هاملت بلاهاملت       |           |
|             | ديزدمونة             |           |
|             | حفلة الماس           |           |
|             | الخل فانيا           |           |
|             | مواطن عنيد           |           |

### في السينما
| سنة الإنتاج | الفيلم         | الشخصية |
| ----------- | -------------- | ------- |
| 2017        | بغداد في خيالي | توفيق   |
| 1993        | قطار 2001      |         |

### في الإخراج
- (2011): الشرق الديمقراطي
- (2011): ثلاثية أورستيا
- (2011): عائلة عراقية جدا
- (2011): ظلال
- (2010): حمام النساء

## جوائز وتكريمات
- العراق: تكريم من ملتقى الثلاثاء في اتحاد الادباء والكتاب العراقيين 2019[6]
- مصر: جائزة مهرجان القاهرة الدولي عن مسرحية “اعتذر استاذي لم اقصد ذلك” 2004[7]